# Epikleros

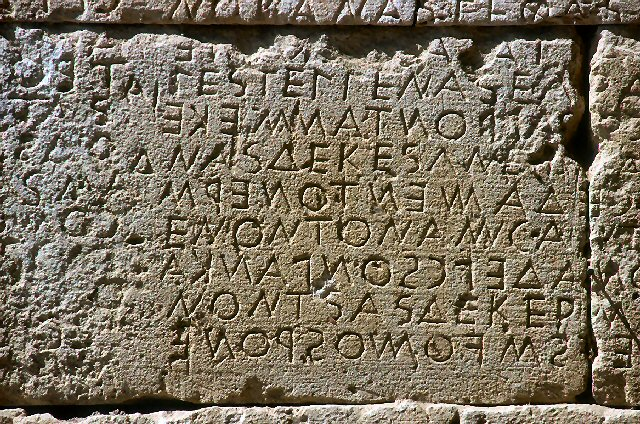
Inschrifttafel mit dem Stadtrecht von Gortys (Kreta), 5. Jh. v. Chr.

Eine Epikleros (altgriechisch ἐπίκληρος epíklēros ‚Erbtochter‘; Plural ἐπίκληροι epíklēroi) ist die Tochter eines Manns, der ohne männlichen Erben starb; sie wurde nicht Erbin, aber der Nachlass ging mit ihr auf ihren Ehegatten über.

## Epikleros im antiken griechischen Recht
Das Epiklerat war eine Institution im Rechtssystem der griechischen Antike. Nachgewiesen ist es für Athen und Gortyn auf Kreta, in ähnlicher Form bestand es wohl auch für Sparta.
In vielen griechischen Städten (poleis) hatten Frauen kein echtes Erbrecht. Bei Rechtsgeschäften musste eine Frau durch einen männlichen Verwandten, ihren Kyrios (κύριος) vertreten werden: im Falle eines unverheirateten Mädchens oder einer Witwe, die ins Haus ihrer Familie zurückgekehrt war, war dies üblicherweise ihr Vater oder ersatzweise ihr Bruder oder Onkel väterlicherseits; es konnte aber auch ihr Sohn sein. Eine verheiratete Frau wurde durch ihren Mann vertreten.
Wenn der Vater einer unverheirateten Frau starb, ohne einen männlichen Erben zu hinterlassen, konnte die Tochter nicht frei über dieses Erbe verfügen. Denn da sie nicht Kyrios („Verfüger“ oder auch Haushaltsvorstand) ihrer selbst war, konnte sie auch keine Verfügungsgewalt über andere oder über Vermögen ausüben. Sie wurde zur epikleros, zur Erbtochter. Sie war nun zwar de jure im Besitz des Erbes (οἶκος, oikos, wörtlich „Haus“, d. h. Haushalt bzw. Hausstand) ihres Vaters, brauchte aber einen neuen kyrios. Um den Bestand des oikos zu sichern, entwickelten sich umfassende rechtliche Regelungen zu diesem Gegenstand. Demnach war der nächste Angehörige ihres Vaters, oft dessen Bruder, verpflichtet, die Erbtochter zu heiraten. Wenn er bereits verheiratet war, konnte er entweder die Scheidung von seiner Ehefrau erreichen, um die Erbtochter heiraten zu können, oder die epikleros dem nächstnäheren Verwandten überlassen. Die Pflicht des nächsten Verwandten des Vaters zur Heirat oder zur Überlassung an den nächstnäheren bestand auch dann, wenn die Frau wenig oder gar kein Vermögen hatte. War kein Verwandter hierzu bereit, musste der Archon den nächsten Verwandten zwingen, sie mit einer Aussteuer auszustatten und zu verheiraten.
Zahlreiche Einzelheiten bezüglich der epikleroi und des rechtlichen Status der Frau im antiken Griechenland, vor allem ihre Möglichkeit Besitz zu erlangen, sind allerdings nicht geklärt.

## Einzelbelege
1. ↑  Wilhelm Gemoll: Griechisch-Deutsches Schul- und Handwörterbuch. G. Freytag Verlag/Hölder-Pichler-Tempsky, München/Wien 1965.
2. ↑   vgl.: Gerhard Thür: Die Einheit des „Griechischen Rechts“. Gedanken zum Prozessrecht in den griechischen Poleis. In: Etica & Politica. 9, 1, 2007, ISSN 1825-5167, S. 25–54, hier S. 30,  online (PDF; 217 kB).